# Monte Pellerin
Ne doit pas être confondu avec Mont Pèlerin.
Le monte Pellerin est un sommet des Alpes grées s'élevant à 1 853 mètres d'altitude, qui est situé sur le bassin versant entre le val Grande di Lanzo et le val d'Ala, dans la ville métropolitaine de Turin, au Piémont.

## Géographie
Le monte Pellerin est séparé du monte Dubia, situé à l'ouest sur le bassin versant Valgrande di Lanzo/val d'Ala, par le col de Crosiasse (ou Crociasse, 1 810 m) et par une petite dépression sans nom, qui offre un passage situé à une altitude de 1 785 m. En direction de l'est le bassin versant Valgrande di Lanzo/val d'Ala se poursuit vers le monte Rosso (1 780 m), séparé lui-même du monte Pellerin par une dépression située à 1 688 m.
Au sommet de la montagne convergent les territoires de trois communes : Chialamberto, Ceres et Cantoira. Le sommet marque en outre le point géodésique trigonométrique IGM appelé « Monte Pellerin » (041064).

## Ascension
Le sommet peut être atteint à partir du col de Crosiasse ou de la vallée du même nom, que l'on rejoint en partant de Bracchiello (it), une frazione de la commune de Ceres, par des itinéraires non balisés.